# Fighting the World
Fighting the World is Manowars vijfde heavymetalalbum, uitgegeven in 1987. Het is hun meest commerciële album. Het nummer Blow Your Speakers kwam toentertijd regelmatig langs op MTV. Dit nummer werd door VH1 gekozen tot een van de slechtste metalnummers ooit. Dit is tevens het laatste Manowar-album waarop een speech van Orson Welles staat (die twee jaar voor het verschijnen van dit album overleed), dit is in het nummer Defender.

## Inhoud
1. Fighting the World (3:46)
2. Blow Your Speakers (3:36)
3. Carry On (4:08)
4. Violence and Bloodshed (3:59)
5. Defender (6:01)
6. Drums of Doom (1:18)
7. Holy War (4:40)
8. Master of Revenge (1:31)
9. Black Wind, Fire and Steel (5:17)

## Artiesten
- Eric Adams – zanger
- Ross the Boss – gitarist
- Joey Demaio – bassist
- Scott Colombus – drummer